# Vigor Lindberg
Vigor Lindberg   (Norrköping, 26 d'abril de 1899 - Norrköping, 28 d'abril de 1956) va ser un futbolista suec, que jugava de davanter, que va competir durant les dècades de 1910 i 1920.
A nivells de clubs jugà al Sleipner (1917-1929). Amb la selecció de futbol de Suècia va jugar dos partits entre 1918 i 1929. El 1924 fou seleccionat per disputar la competició de futbol dels Jocs Olímpics de París, on l'equip guanyà la medalla de bronze, però ell no disputà cap partit.